# Moïse (Michel-Ange)
Pour les articles homonymes, voir Moïse (homonymie).
Moïse ou Mosè (prononcé : [moˈzɛ]) en italien est une statue de Michel-Ange, exécutée vers 1513–1515, intégrée dans le Tombeau de Jules II dans la basilique Saint-Pierre-aux-Liens à Rome.

## Histoire
Cette statue de Moïse faisait partie du projet initial  du tombeau de Jules II dans la basilique Saint-Pierre de Rome. Après quarante années de discussions, un ensemble réduit fut transféré par les héritiers à la basilique Saint-Pierre-aux-Liens.
Après sa restauration, une cérémonie  marqua le  500e anniversaire de l'accession de Jules II au trône pontifical en 1503, soit le 1er novembre 2003.

## Thème
Moïse, descendu du Sinaï avec les Tables de la Loi données par Dieu, regarde, courroucé, les Juifs adorant le veau d'or.

## Description
Cette statue, une des six figures monumentales du couronnement du tombeau, devait occuper le niveau le plus élevé : elle a été conçue pour être vue depuis le bas et non pas à hauteur d'œil, telle qu'elle est exposée aujourd'hui.

« Le Moise de Michel-Ange est représenté assis, le tronc de face, la tête avec la puissante barbe et le regard tourné vers la gauche, le pied droit reposant à terre, le gauche relevé de façon que les orteils touchent le sol, le bras droit tenant les Tables de la Loi et une partie de la barbe ; le bras gauche repose sur les genoux. »

— Le Moïse de Michel-Ange, Sigmund Freud, p. 7, édition de 1914

## Analyse

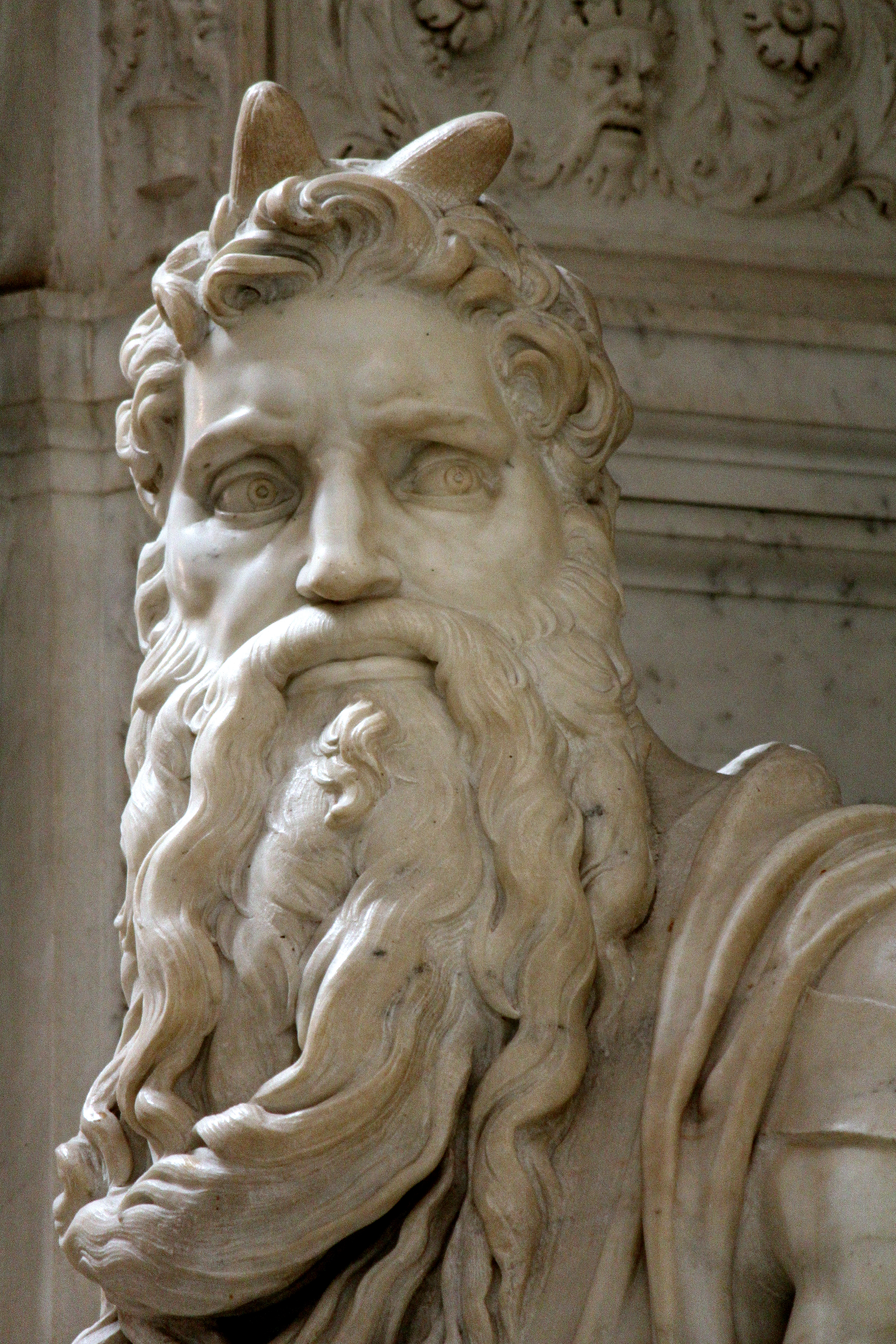
Moïse avec des cornes.

Après son voyage à Rome en septembre 1913, Sigmund Freud en fit l'analyse.

« Il a introduit dans la figure de Moise quelque chose de neuf, de surhumain, et la puissante masse et la musculature exubérante de force du personnage ne sont qu’un moyen d’expression tout matériel servant l’exploit psychique le plus formidable dont un homme soit capable : vaincre sa propre passion au nom d’une mission à laquelle il s’est voué. »

— Sigmund Freud, p. 19.
La statue figure Moïse portant des cornes, cette représentation a fait débat également sur une mauvaise interprétation des textes bibliques sur une aura ou des rayons.
Selon Charles Szlakmann, auteur de Moise, ces cornes sont en réalité le fruit d'une erreur d’interprétation de la Vulgate traduite par saint Jérôme :

« Les versets Hébreux mentionnent à trois reprises l'expression <karan or panav>, « la peau de son visage était  rayonnante ». Mais saint Jérôme a traduit <cornuta esset facies sua>« son visage était cornu ». Il a été victime de la proximité phonétique entre les mots hébreux <karan>, rayonner, et keren, corne. Dans le texte hébreu, il n'y a pourtant pas la moindre ambiguïté, car les versets emploient à trois reprises le même verbe, rayonner, et non un substantif qui pourrait être traduit par le mot cornes. Lorsque la Bible veut parler de cornes, comme en Lévitique 4:7 par exemple, « les cornes de l'autel », elle emploie le mot karnoth. Enfin, dans la Septante, version grecque de la Bible datant du IIIe siècle avant notre ère, rédigée à Alexandrie sous le règne de Ptolémée II, le verset en question est traduit : « la peau de son visage était chargée de gloire ». Pas de trace d'un Moise cornu  (cependant, il y a bel et bien un autre jeu de mots, relevé par le Midrach : le mot or, peau, évoque le mot or, lumière, dont l'orthographe hébraïque est très semblable, à une lettre près. Il figure dans la Genèse : le premier couple humain était revêtu de lumière, or. Hélas, ayant péché, ils causèrent la disparition de cette lumière originelle, et ne furent plus revêtus que de vêtement de peau, or... ).
Selon le théologien Thomas Romer, excellent connaisseur de la Bible, les Hébreux auraient bel et bien eu l'intention d'affubler Moise de cornes, car, écrit-il,  « les cornes symbolisent la force et sont souvent des attributs divins ». Pourtant, rien ne vient étayer cette idée. Au contraire, les cornes ne sont jamais des attributs divins, mais sont toujours associés à l'animalité. Quant à Moise, il reste un homme, la Bible insiste sans cesse sur « l'homme Moise », ha- ich Mocheh. Il n'y a aucun exemple de personnages mi-homme mi-bête, du types satyre, centaure ou sphinx. La tradition hébraïque a précisément en horreur tout ce qui peut rappeler l'animalité en l'homme. »

— Moïse par Charles Szlakmann, p 189-190 , 280 p . Éditions Gallimard (19 février 2009)
Dans  Le Roman de la momie, Théophile Gautier décrit  Moïse, un des personnages de son récit, comme ayant « de chaque côté de son front deux protubérances énormes [qui] accrochaient et retenaient la lumière; on eût dit deux cornes ou deux rayons » (fin chapitre XI).